# Kaïgama
Kaïgama (auch: Kaïgam, Kaygam, Kaygam Buzzu) ist ein Dorf in der Landgemeinde Kellé in Niger.

## Geographie
Das von einem traditionellen Ortsvorsteher (chef traditionnel) geleitete Dorf liegt rund 18 Kilometer nordöstlich des Hauptorts Kellé der gleichnamigen Landgemeinde, die zum Departement Gouré in der Region Zinder gehört. Zu den Siedlungen in der näheren Umgebung von Kaïgama zählen Bariki und Kaoutchouloum im Südwesten sowie Gadaboubi im Westen.
Kaïgama ist Teil der Übergangszone zwischen Sahara und Sahel. Die durchschnittliche jährliche Niederschlagsmenge beträgt hier zwischen 200 und 300 mm. Beim Dorf erstreckt sich das 287 Hektar große Waldschutzgebiet Forêt classée de Kaïgama. Die Unterschutzstellung dieses Kautschukbaum-Hains erfolgte am 26. Januar 1942. In den 1970er Jahren waren noch alte Kautschukbäume vorhanden. Ende der 1990er Jahre war der Wald in einem sehr schlechten Zustand und wies kaum noch baumbestandene Flächen auf.

## Geschichte

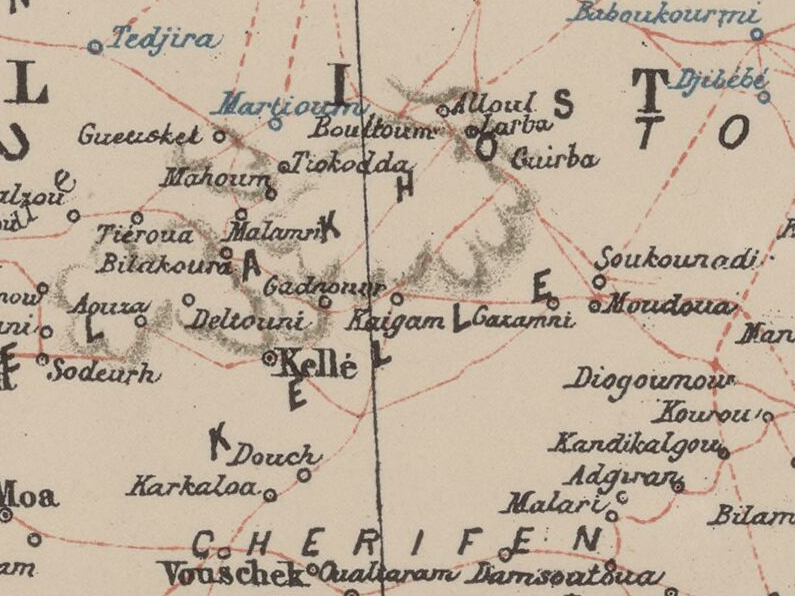
Ausschnitt einer Karte von 1903 mit Kaïgama (Kaigam) im Zentrum

Das Dorf wurde in der ersten Hälfte des 20. Jahrhunderts gegründet.

## Bevölkerung
Bei der Volkszählung 2012 hatte Kaïgama 227 Einwohner, die in 53 Haushalten lebten. Bei der Volkszählung 2001 betrug die Einwohnerzahl 275 in 57 Haushalten und bei der Volkszählung 1988 belief sich die Einwohnerzahl auf 21 in 9 Haushalten.
Die Bevölkerungsdichte in diesem Gebiet ist gering und liegt bei unter 10 Einwohnern je Quadratkilometer.

## Wirtschaft und Infrastruktur
Kaïgama liegt in einem Gebiet der Naturweidewirtschaft, wobei vor allem die Rinder- und Schafzucht wirtschaftlich bedeutend sind. Es gibt eine Schule im Dorf. Das nigrische Unterrichtsministerium richtete 1996 gemeinsam mit dem Welternährungsprogramm der Vereinten Nationen zahlreiche Schulkantinen in von Ernährungsunsicherheit betroffenen Zonen ein, darunter eine für Nomadenkinder in Kaïgama.